# رويضة سدير
الرويضة وتسمى أيضا رويضة سدير، هي بلدة سعودية من الفئة (ب)، تتبع اداريا محافظة المجمعة التابعة لمنطقة الرياض في المملكة العربية السعودية. تقع الرويضة على بعد 200 كيلومتر شمال مدينة الرياض عاصمة المملكة العربية السعودية وعلى بعد 20 كيلومترا شمال غرب مدينة المجمعة عاصمة المحافظة. يمكن الوصول اليها من طريق الرياض-سدير-القصيم السريع بالخروج من مخرج رقم 17 على الطريق والاتجاه نحو الغرب حيث هي أول البلدات التي يمر بها الطريق وتعتبر هي مسقط رأس عائلة ابانمي من الوهبة من بني تميم المشهورة في منطقة نجد.
أنشئت بلدة الرويضة على الأرجح عام 1098 هـ وتمتاز بمزارع النخيل القديمة والحديثة مثل الحوطة والمنيهيجية والوسطى والوسيطا والقاعية والطرفية وغيرها، كما يوجد بها المدرج وهو سد يقع على شعيب الرويضة وتم إنشاؤه قبل حوالي 160 عاما.